# Sania Mirza
Sania Mirza (15 de noviembre de 1986, Bombay) es una exjugadora profesional india de tenis. Se convirtió en la primera jugadora de India en ganar un título de la WTA y en llegar a la cuarta ronda en un torneo de Grand Slam. Dónde realmente ha destacado en su carrera ha sido jugando la disciplina de dobles, llegando a levantar 3 de los 4 Grand Slam junto a la suiza Martina Hingis y siendo número 1 del mundo.

## Biografía

### Primeros años
Comenzó a jugar al tenis a la edad de 6 años. En el 2001 y en el 2002 se dedicó completamente a jugar eventos futuros en el ITF, principalmente en su país natal, logrando ganar tres títulos en individuales y uno en dobles. En 2003 hizo su debut en un torneo de WTA en Hyderabad, como WC, perdiendo ante Dominikovic en primera ronda. Cayó en la clasificación del torneo de Doha y ganó tres títulos más en individuales y uno en dobles en el circuito ITF.
En 2004 hizo su debut en dos cuadros principales de la WTA en Hyderabad y en Casablanca, despidiéndose de ambos en primera ronda, pero en dobles logró su primer título con Liezel Huber convirtiéndose en la primera jugadora india en ganar un torneo de WTA. Ganó seis títulos ITF más (llegando a los 12) y dos más en dobles.

### 2005

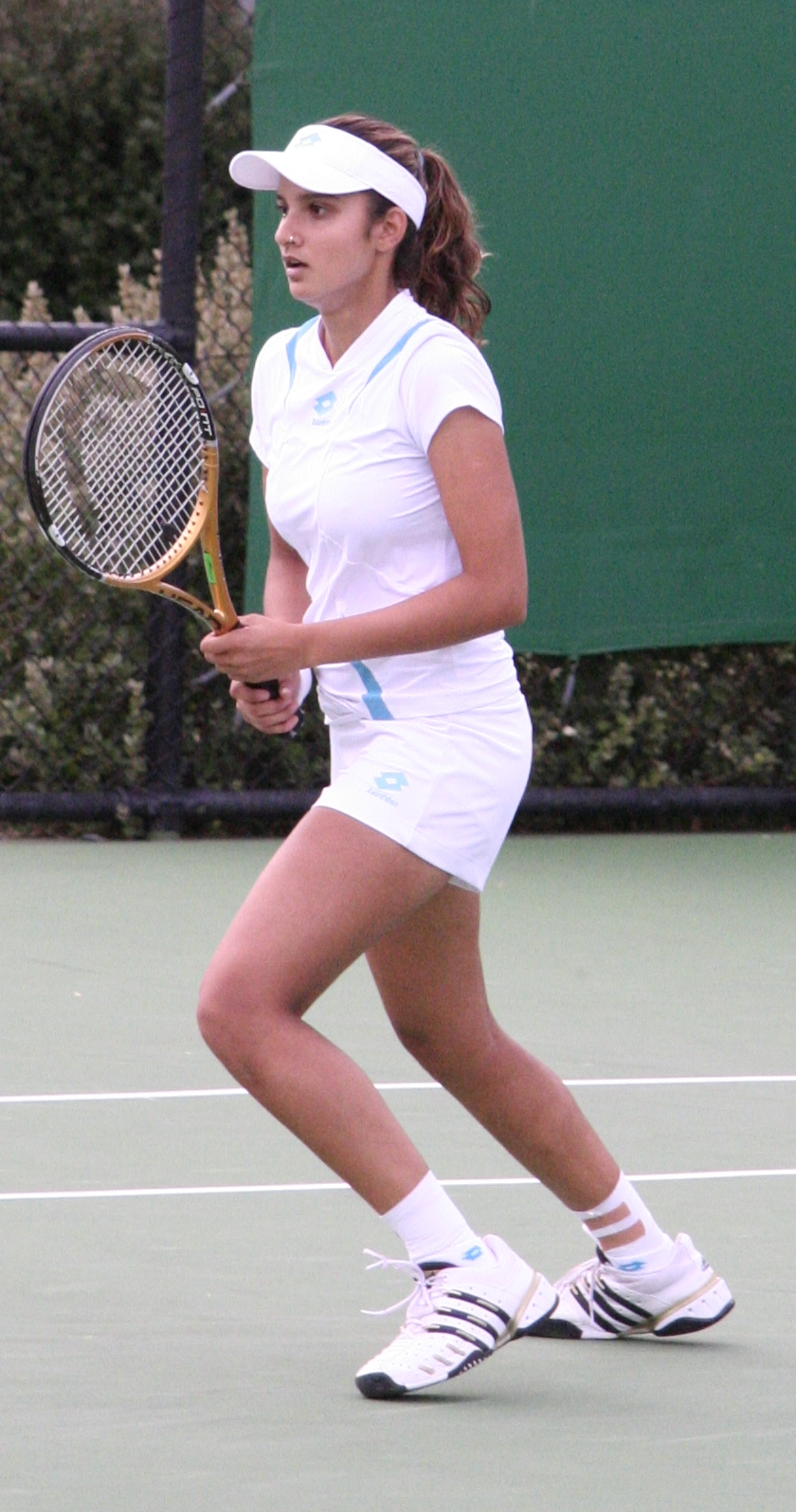
Sania Mirza en el Abierto de Australia, 2007.

Tuvo una muy buena temporada en el tour logrando su primer título en Hyderabad, derrotando a Alona Bondarenko, siendo la primera jugadora india en ganar un torneo de la WTA en la categoría individual. También llegó a la semifinal en el Premier de Tokio, siendo derrotada por Tatiana Golovin, a los cuartos de final en Dubái (derrotando a Kuznetsova), en Cincinnati y llegó a la final de Forest Hills.
Debutó en el cuadro principal de los cuatro torneos de Grand Slam, alcanzando la tercera ronda en el Abierto de Australia, logrando ser la primera jugadora india en alcanzar dicha instancia en un torneo de Grand Slam; y la cuarta ronda en el US Open, siendo la primera india en alcanzar esta instancia. Debutó en el top 50, logrando ser la primera jugadora india en hacerlo.

### 2006
Tuvo un comienzo de temporada negativo, pero en la segunda parte de la temporada llegó a las semifinales de Calcuta donde perdió ante Martina Hingis. Llegó a los cuartos de final en Cincinnati y Seúl (derrotando a Hingis), Forest Hills y Taskent. En dobles, ganó los torneos de Bangalore y Calcuta con Liezel Huber. No disputó el torneo de Roma por lesión en la espalda y en la muñeca.

### 2007
Comenzó el año jugando el torneo de Hobart, en Australia, llegando a la semifinal, perdiendo con Anna Chakvetadze; en Pattaya City también logró las semifinales perdiendo ante Dulko y cuartos de final en Bangalore. En Doha se bajó por lesión en el tobillo en segunda ronda antes de jugar contra Alona Bondarenko. El 2 de marzo se sometió a una cirugía en el tobillo y que la tuvo dos meses inactiva, bajándose de importantes torneos como Indian Wells, Miami, Amelia Island y Berlín. Volvió a las pistas para Roland Garros perdiendo en segunda ronda ante Ivanović y en el Campeonato de Wimbledon fue derrotada por Nadia Petrova.
En Cincinnati llegó a las semifinales y en el Tier II de Stanford llegó a la final siendo derrotada por Anna Chakvetadze; logró sus primeros cuartos de final de un Tier I en San Diego. Por una lesión en su muñeca derecha no participó en Seúl y Calcuta, pero logró los cuartos de final en el abierto de Tokio y nuevamente vino una lesión que la privó de Linz y Quebec City. En agosto logró su mejor posición en el ranking de individuales, convirtiéndose en la número 27 del mundo. En dobles logró cuatro títulos logrando llegar al top 20.

### 2008 y 2009
Fue un año plagado de lesiones y de no tan buenas actuaciones dentro de las canchas, sufrió una lesión en la muñeca que la hizo retirar de los Juegos Olímpicos y del resto de la temporada del 2008. En 2009 ganó el Open de Australia en la modalidad dobles mixtos junto a su compatriota Mahesh Bhupathi. Se clasificó para el Premier de Tokio, pero perdió en primera ronda ante Zheng Jie. Ganó el primer set, pero después la jugadora china remontó el encuentro ganando por 7-5, 2-6, 3-6.
En Osaka, se clasificó y ganó en primera ronda su partido ante Shahar Peer por 3-6, 6-3, 6-4. En la siguiente ronda derrotó a Viktoria Kutúzova por 6-4, 6-3 y en los cuartos de final derrotó a Marion Bartoli que tras ir 6-4, 2-0 se tuvo que retirar. En la semifinal se enfrentó a Francesca Schiavone de Italia ante la que perdió por 6-2 6-1.

## Clasificación histórica

### Dobles
| Tournament       | 2003 | 2004 | 2005 | 2006 | 2007 | 2008 | 2009 | 2010 | 2011 | 2012 | 2013 | 2014 | 2015 | 2016 | 2017 | ... | 2020 | SR     | G–P    |
| ---------------- | ---- | ---- | ---- | ---- | ---- | ---- | ---- | ---- | ---- | ---- | ---- | ---- | ---- | ---- | ---- | --- | ---- | ------ | ------ |
| Australian Open  | A    | A    | A    | 1R   | 3R   | 3R   | 1R   | 3R   | 1R   | SF   | 1R   | CF   | 2R   | G    | 3R   |     | 1R   | 1 / 13 | 22–12  |
| French Open      | A    | A    | 2R   | 3R   | 1R   | A    | 2R   | A    | F    | 1R   | 3R   | CF   | CF   | 3R   | 1R   |     | A    | 0 / 11 | 19–11  |
| Wimbledon        | A    | A    | 1R   | 2R   | 3R   | CF   | 2R   | 2R   | SF   | 3R   | 3R   | 2R   | G    | CF   | 3R   |     |      | 1 / 13 | 28–12  |
| US Open          | A    | A    | 1R   | 3R   | CF   | A    | 2R   | 1R   | 3R   | 3R   | SF   | SF   | G    | CF   | SF   |     | A    | 1 / 12 | 31–11  |
| Ganados–Perdidos | 0–0  | 0–0  | 1–3  | 5–4  | 7–4  | 6–3  | 2–3  | 3–3  | 11–4 | 8–4  | 8–4  | 11–4 | 16-2 | 14-3 | 8–4  |     | 0-1  | 3 / 49 | 100–46 |